# Galina Zybina
Galina Iwanowna Zybina, po mężu Fiodorowa, ros. Галина Ивановна Зыбина (Фёдорова, ur. 22 stycznia 1931 w Leningradzie, zm. 10 sierpnia 2024) – rosyjska lekkoatletka specjalizująca się w rzucie oszczepem i dyskiem oraz pchnięciu kulą, która startowała w barwach Związku Radzieckiego. 
Cztery razy startowała w igrzyskach olimpijskich (w latach 1952 – 1964) zdobywając trzy medale (złoty, srebrny i brązowy). Na swoim koncie ma także złoto (w pchnięciu kulą) i trzy brązowe krążki mistrzostw Europy (po jednym w rzucie dyskiem, rzucie oszczepem oraz pchnięciu kulą). Ośmiokrotnie pobijała rekord świata w pchnięciu kulą doprowadzając go do poziomu 16,76 (13 października 1956, Taszkent). Rekordy życiowe: kula – 17,50 (1964); dysk – 48,62 (1955); oszczep – 54,98 (1958).

## Osiągnięcia
| Rok  | Impreza                     | Miejsce   | Lokata     | Konkurencja    | Wynik |
| ---- | --------------------------- | --------- | ---------- | -------------- | ----- |
| 1950 | Mistrzostwa Europy          | Bruksela  | 4. miejsce | pchnięcie kulą | 13,07 |
| 1950 | Mistrzostwa Europy          | Bruksela  | 3. miejsce | rzut oszczepem | 42,75 |
| 1952 | Igrzyska olimpijskie        | Helsinki  | 1. miejsce | pchnięcie kulą | 15,28 |
| 1952 | Igrzyska olimpijskie        | Helsinki  | 4. miejsce | rzut oszczepem | 48,35 |
| 1954 | Mistrzostwa Europy          | Berno     | 3. miejsce | rzut dyskiem   | 44,77 |
| 1954 | Mistrzostwa Europy          | Berno     | 1. miejsce | pchnięcie kulą | 15,65 |
| 1956 | Igrzyska olimpijskie        | Melbourne | 2. miejsce | pchnięcie kulą | 16,53 |
| 1960 | Igrzyska olimpijskie        | Rzym      | 7. miejsce | pchnięcie kulą | 15,56 |
| 1962 | Mistrzostwa Europy          | Belgrad   | 3. miejsce | pchnięcie kulą | 16,95 |
| 1964 | Igrzyska olimpijskie        | Tokio     | 3. miejsce | pchnięcie kulą | 17,45 |
| 1966 | Mistrzostwa Europy          | Budapeszt | 4. miejsce | pchnięcie kulą | 16,65 |
| 1967 | Europejskie igrzyska halowe | Praga     | 4. miejsce | pchnięcie kulą | 16,13 |